# ハンプデン郡区 (ペンシルベニア州カンバーランド郡)
ハンプデン郡区（英: Hampden Township）は、アメリカ合衆国ペンシルベニア州南部のカンバーランド郡のタウンシップ（郡区）である。2010年国勢調査での人口は28,044 人だった。2000年の24,135人からは約16%増加していた。カンバーランド郡では人口最大の自治体である。

## 歴史
ハンプデン・タウンシップは1731年に入植され、1845年1月23日にタウンシップとして法人化された。
ジョハネス・エバリー邸が1973年にアメリカ合衆国国家歴史登録財に指定された。

## 地理
ハンプデン・タウンシップはカンバーランド郡の北東部にあり、町の中をコノドグイネット・クリークが数回大きな屈曲部を作りながら流れ、東のサスケハナ川に注いでいる。ブルー山が北のペリー郡とを分けている。タウンシップの中にミル、グッドホープ、マウントザイオン、スポーティングヒルの各村が入っている。
州間高速道路81号線が町の北部を横切り、マウントザイオンにある出口61番からアクセスできる。ペンシルベニア州道581号線は、州都ハリスバーグのある州都ベルトウェイの南東部であり、町の西部で州間高速道路81号線と交差し、その後は南、さらに東に町を横切る。出口はクリークビューの2番、カーライル・パイク/アメリカ国道11号線の3番、ペンシルベニア州道641号線の4番がある。
アメリカ合衆国国勢調査局に拠れば、市域全面積は17.9平方マイル (46.3 km2)であり、このうち陸地17.3平方マイル (44.9 km2)、水域は0.54平方マイル (1.4 km2)で水域率は2.93%である。

### 隣接する自治体
- イーストペンズボロ・タウンシップ、東
- キャンプヒル・ボロ、南東
- ローワーアレン・タウンシップ、南
- シャーマンズタウン・ボロ、南
- メカニクスバーグ・ボロ、南西
- シルバースプリング・タウンシップ、西
- ライ・タウンシップ、北（ペリー郡）

## 人口動態
以下は2010年の国勢調査による人口統計データである。
| 基礎データ - 人口: 28,044 人 - 世帯数: 11,470 世帯 - 家族数: 7,993 家族 - 人口密度: 524.4人/km2（1,558 人/mi2） - 住居数: 12,261 軒 - 住居密度: 217.1軒/km2（681.1軒/mi2） 人種別人口構成 - 白人: 88.9% - アフリカン・アメリカン: 1.7% - ネイティブ・アメリカン: 0.1% - アジア人: 7.1% - 太平洋諸島系: 0.0% - その他の人種: 0.6% - 混血: 0.2% - ヒスパニック・ラテン系: 2.0% 言語による構成 - 英語：95.7% - スペイン語：1.6% - フランス語：4.6% | 年齢別人口構成 - 18歳未満: 23.2% - 18-24歳: 9.6% - 25-44歳: 25.2% - 45-64歳: 31.2% - 65歳以上: 15.1% - 年齢の中央値: 43歳 - 性比（女性100人あたり男性の人口） - 総人口: 93.4 - 18歳以上: 92.4 世帯と家族（対世帯数） - 18歳未満の子供がいる: 29.9% - 結婚・同居している夫婦: 59.7% - 未婚・離婚・死別女性が世帯主: 7.1% - 非家族世帯: 30.3% - 単身世帯: 25.4% - 65歳以上の老人1人暮らし: 9.5% - 平均構成人数 - 世帯: 2.44人 - 家族: 2.94人 | 収入と家計 - 収入の中央値 - 世帯: 85,284米ドル - 家族: 105,121米ドル - 性別 - 男性: 62,566米ドル - 女性: 51,473米ドル - 人口1人あたり収入: 42,955米ドル - 貧困線以下 - 対人口: 3.6% - 対家族数: 1.2% - 18歳未満: 2.6% - 65歳以上: 3.1% |

## 地方政府とインフラ
ハンプデン・タウンシップは1960年1月1日に第1級タウンシップとなった。
ペンシルベニア州矯正省がハンプデン内にその本部を置いている。

## 教育
ハンプデン・タウンシップの公共教育はカンバーランドバレー教育学区が管轄している。タウンシップの中には公立小学校3校、中学校1校がある。
- ハンプデン小学校
- ショール小学校
- スポーティングヒル小学校
- グッドホープ中学校

## 公園とレクリエーション
ハンプデン・タウンシップは総面積100エーカー (0.40 km2) 以上の公園地とレクリエーション施設を維持している。
- ハンプデン・プールと公園
- クリークビュー・レクリエーション地域
- セイラム・コミュニティパーク
- コノドグイネット青年公園

ハンプデン・タウンシップはアーミテージ・ゴルフクラブを運営している。オーズ橋道路沿いにあるパー70のコースである。

### その他の公園
- インディアン・クリーク公園
- パインブルック地区公園